# Notoríctids
Els notoríctids (Notoryctidae) són una família de marsupials australidelfs, l'única de l'ordre dels notorictemorfs (Notoryctemorphia). Conté dues espècies vivents, el talp marsupial meridional i el talp marsupial septentrional, i una d'extinta, Naraboryctes philcreaseri, del Miocè inferior. Totes són (o eren) endèmiques d'Austràlia. Es diferencien dels altres grups de marsupials per les seves adaptacions extremes a un estil de vida excavador, incloent-hi la manca d'orelles externes i d'ulls funcionals. Es poden observar canvis en el mateix sentit en els ossos de l'espècie extinta, com ara la grandària dels punts d'ancoratge dels músculs a l'húmer.